# Kancabchén (Tunkás)
Kancabchén es una localidad del municipio de Tunkás en el estado de Yucatán, México.

## Toponimia
El nombre (Kankabchén) significa en idioma maya "pozo de tierra roja".

## Hechos históricos
- En 1960 cambia su nombre de Kancabchén a Kankabchén.
- En 1970 cambia a Kancabchén.

## Demografía
Según el censo de 2005 realizado por el INEGI, la población de la localidad era de 0 habitantes.
| 166                         | 207 | 69 | 39 | 31 | 11 | 3 | 33 | 20 | 13 | 10 | ? | 0 |
| (Fuente: INEGI [Consultar]) |     |    |    |    |    |   |    |    |    |    |   |   |